# Gelbliche Steineule

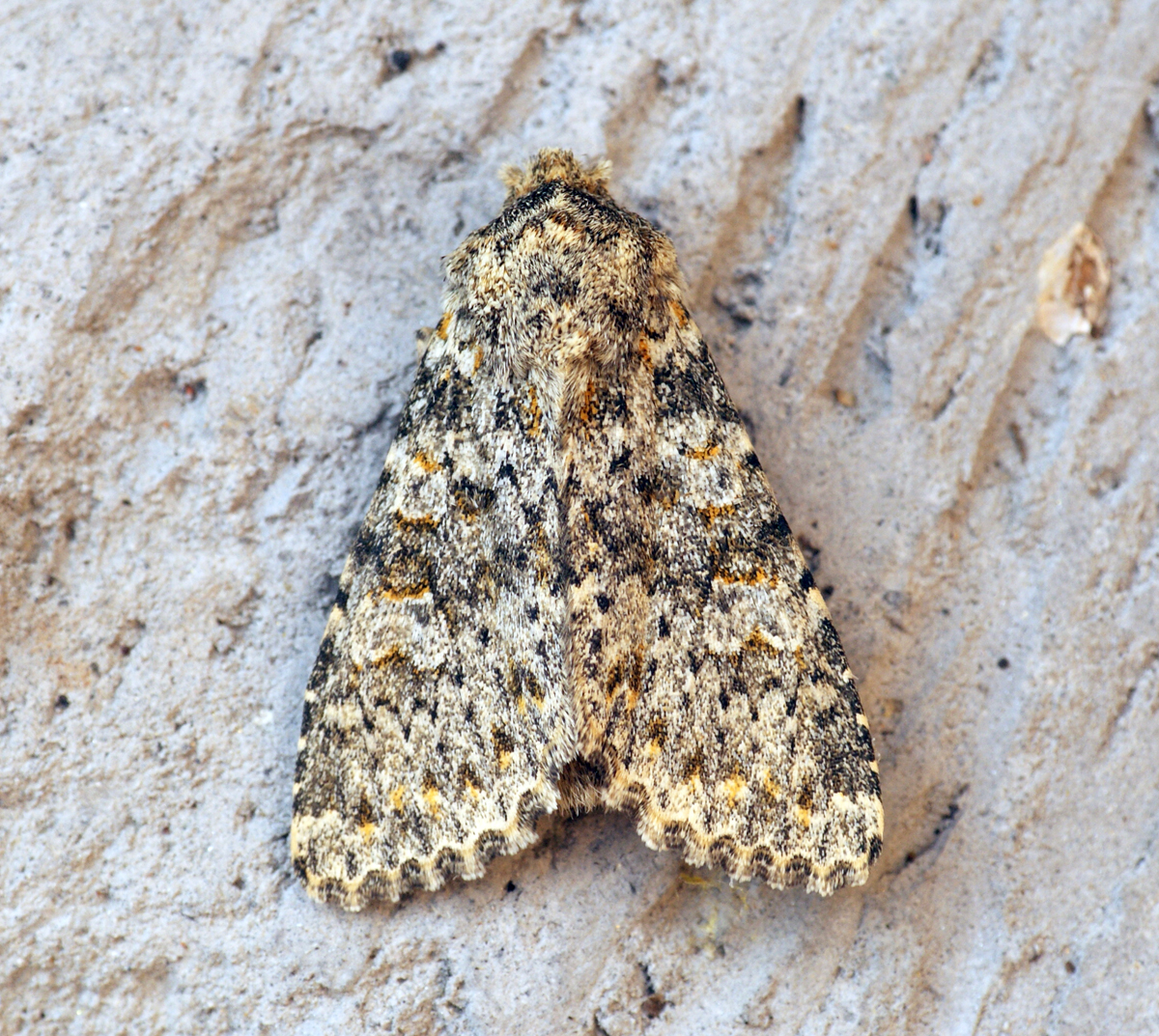
Falter in Ruhestellung

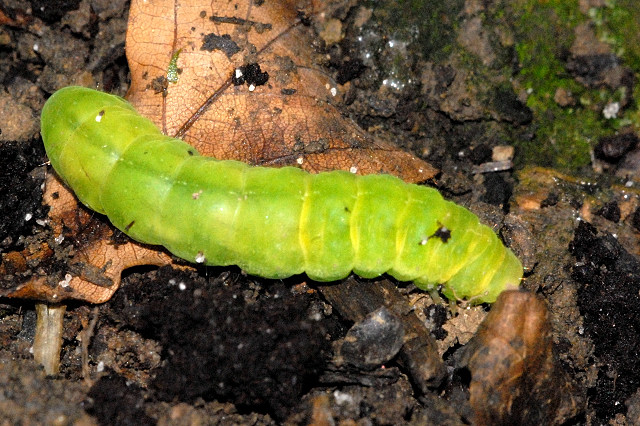
Raupe

Die Gelbliche Steineule (Polymixis flavicincta) ist ein Schmetterling (Nachtfalter) aus der Familie der Eulenfalter (Noctuidae). Das Artepitheton  basiert auf den lateinischen Worten flavus (gelb) und cinctus (Gürtel) und bezieht sich auf die gelben Schuppen auf der Vorderflügeloberseite.

## Merkmale

### Falter
Die Flügelspannweite der Falter beträgt 39 bis 46 Millimeter. Die Grundfärbung der Vorderflügeloberseite variiert stark und reicht von hellgrau bis zu dunkel graubraun. Arttypisch sind die gelben Schuppen auf der Vorderflügeloberseite. Das Mittelfeld ist etwas verdunkelt, die Submarginalregion leicht aufgehellt. Ring- und Nierenmakel sind weißlich gefüllt. Die Oberseiten der Hinterflügel haben bei den Männchen eine weißliche, bei den Weibchen eine hell braungraue Farbe.

### Ei
Das Ei hat eine halbkugelige Form und eine stark abgeflachte Basis. Es ist dunkel gelblich bis rötlich gefärbt, zeigt einen großen karminroten Mittelfleck und ist mit gewellten Längsrippen überzogen.

### Raupe
Ausgewachsene Raupen sind kräftig grün bis gelbgrün gefärbt und im Rücken- und Seitenbereich mit sehr kleinen weißen Punkten überzogen. Die Segmenteinschnitte sind gelblich, der breite Seitenstreifen weißlich bis gelblich, die Stigmen weiß.

### Puppe
Die rotbraun gefärbte schlanke Puppe besitzt einen mit zwei Dornen versehenen kurzen Kremaster.

### Ähnliche Arten
- Polymixis sublutea unterscheidet sich durch die schmaleren Vorderflügel und das Fehlen farbiger Schuppen.
- Polymixis ruficincta zeigt auf der Vorderflügeloberseite zumeist einzelne rötliche Schuppen und unterscheidet sich außerdem durch die sehr helle Hinterflügeloberseite.
- Die Flechtenfarbige Steineule (Polymixis lichenea) ist kontrastärmer gezeichnet und unterscheidet sich durch olivgrüne Überstäubungen auf den Vorderflügeln.
- Die Blaugraue Steineule (Polymixis xanthomista) unterscheidet sich durch die orange farbigen Überstäubungen auf den Vorderflügeln.
- Die Olivbraune Steineule (Polymixis polymita) unterscheidet sich durch die olivbraunen Überstäubungen auf den Vorderflügeln.

## Geographische Verbreitung und Lebensraum
Die Art ist von Nordwestafrika durch das westliche und südliche Europa verbreitet, im Norden und Osten Europas jedoch sehr lokal und gebietsweise verschollen. Hauptlebensraum sind warme und trockene lichte Waldgebiete.

## Unterarten
Neben der Nominatform Polymixis flavicincta flavicincta sind vier weitere Unterarten bekannt:
- Polymixis flavicincta lajonquierei Boursin, 1963, in Spanien (Burgos)
- Polymixis flavicincta meridionalis (Boisduval, 1840), in Frankreich und auf Korsika
- Polymixis flavicincta caroli Plante, 1975, in Algerien
- Polymixis flavicincta laportei Plante, 1975, in Marokko

## Lebensweise
Die Gelbliche Steineule bildet eine Generation pro Jahr. Die Falter fliegen von August bis Oktober. Sie sind nachtaktiv und besuchen Blüten, künstliche Lichtquellen sowie Köder. Die Raupen ernähren sich von einer Vielzahl niedriger Pflanzen, beispielsweise von Seifenkräutern (Saponaria), Taubnesseln (Lamium) und Primeln (Primula). Die Art überwintert im Eistadium.